# Shinyuden
合同会社Shinyudenは、東京都千代田区秋葉原に本社を置く日本の企業。
インディーゲーム・レトロゲームをはじめとしたゲームコンテンツ、漫画・アニメ作品の販売やローカライズ・マーケティングを行う。

## 概要
2013年1月に同人ゲームサークルとして秋葉原を中心として活動を開始し、2018年3月より法人化。現在は合同会社Shinyudenとして、ゲーム(主にインディーゲーム・レトロゲーム)、マンガ、アニメの販売・ローカライズ・マーケティングを行なっている。

## 沿革
- 2013年1月 - 現在のShinyuden代表であるルイス・ガルシアがゲームサークルとして活動を開始する。
- 2013年2月 - スクウェア・エニックスの「ファイナルファンタジーシリーズ」のスペイン語版のローカライズ業務を行う。
- 2013年9月 - 同人開発兼研究室を開始する。最初のアプリ、ADVGの『TOKYO SUPERNIGHT』をリリース。累計ダウンロード数が20万回を突破する。
- 2014年9月 - 潜入アクションアプリ、『POLLO’S PAIN』をリリース。
- 2016年8月 - 仕事をサボるシミュレーションゲームアプリ、ALT+TABをリリース。同人として作ったゲームを夏のコミケを機にパッケージ版をし、『SHINYUDEN COLLECTION』をリリース。
- 2018年3月 - 合同会社Shinyudenとして法人化。
- 2018年6月 - 自社開発のアドベンチャーゲーム『HEROES TRIALS』をリリース。
- 2018年9月 - 東京ゲームショウ初参加。
- 2019年1月 - 「HEROES TRIALS」をリリース。ソニーと任天堂の正式なパブリッシャーとなる。
- 2020年1月 - 国内マーケティングを担当する『Reventure』がファミ通のゴールド殿堂入りする。
- 2020年6月 - 『ダンボールミニカーズ』をリリース。初めて累計売上本数を1万本突破。
- 2020年9月 - 国内でヒットした『大盛チャリ走DX』の海外版をリリース。
- 2020年12月 - 海外でヒットした『FOX n FORESTS』を国内で『キセツのキツネ』としてリリース。
- 2021年1月 -  2Dホラーアクション『RED COLONY』を全世界でリリース。
- 2021年4月 - 『鬼滅の刃』第一期・第二期・劇場版をスペイン語にローカライズする。スペイン国内では『Guardianes de la Noche : Tren infinito』として知られる。
- 2022年9月 - 東京ゲームショウにて『IDEA』が「センス・オブ・ワンダー ナイト」のファイナリストに選出される。
- 2023年2月 - 『龍が如く 維新!』のスペイン語・フランス語・イタリア語・ドイツ語のローカライズを行う。
- 2024年8月 - 『エアロ アクロバット キッズ』の日本語のローカライズを行う。
- 2024年9月 - 『エアロ ザ アクロバット 2』の日本語のローカライズを行う。
- 2024年10月 - 『ゼロ ハイフライング スクワール』の日本語のローカライズを行う。